# Orvosi Segéd Hologram
Az Orvosi Segéd Hologram (angolul: Emergency Medical Hologram) vagy OSH (angolul: EMH), teljes nevén: OSH Program AK-1 Diagnosztikai és Sebészi Alprogram Omega-323-as) a Star Trek-univerzumban egy orvosi holografikus program, mely a Csillagflotta hajókba lett telepítve, hogy vészhelyzet esetén elláthassa az orvosi teendőket.

## Történet
Az OSH-t először a Star Trek: Voyager sorozatban ismerhettük meg, és az esetek többségében más Star Trek-sorozatokban csak mellékszerepeket kap. Robert Picardo alakítja. A producerek a holografikus személy ötletét a Star Trek: Az új nemzedékben feltűnt Moriartyból merítették, aki a történet szerint öntudatra ébredt.
Az OSH program feltűnik a Star Trek: Deep Space Nine-ban és a Star Trek: Kapcsolatfelvétel című filmben is. A holografikus technológia segítségével az OSH képes tárgyakat mozgatni és ellátni mindenféle orvosi feladatot. A rendszer hátránya, hogy a program csak olyan helyeken üzemelhet, ami el van látva holosugárzókkal, mint például a gyengélkedő. Néhány modernebb űrhajón – mint például a Prometheus osztályúak – esetében, melyek egész fedélzete rendelkezik ilyen technológiával, szabadon közlekedhet. A USS Voyager nem rendelkezik ilyen technológiával, de egy kalandos út során a Future's End c. epizódban egy 29. századi mobilsugárzóhoz jutott hozzá a Doktor, melynek segítségével akadálytalanul mozoghat a Voyager fedélzetén, sőt el is hagyhatja az űrhajót, mert a mobilsugárzó kapacitása akkora, hogy elfér benne az egész programja. 
Az első aktiváció csillagidő szerint 48308-ban történt, amikor is dr. Lewis Zimmerman elkészítette a programot asszisztense, Reginald Barclay segítségével. Az OSH a Föderáció legnagyobb orvosi adatbankjával rendelkezik, több mint 3000 kultúra anatómiai, és megközelítőleg 47 egyén személyes sebészi ismereteit programozták belé. A program alapja egy adaptív, önfejlesztő heurisztikus mátrix, melynek úttörő megalkotója dr. Zimmerman. Ez a technológia lehetővé teszi, hogy a hologram gyorsan tanuljon és alkalmazkodjon az új kihívásokhoz.

Ezidáig az OSH-nak négy verziója készült el, de a nézők eddig csak kettővel találkozhattak: a Mark I-essel, aki a USS Voyagerön teljesít szolgálatot, illetve a Mark II-essel, aki a Star Trek: Voyager Message in a Bottle („Üzenet a palackban”) című részében tűnt fel. A Mark I-es alapjában dr. Zimmermanra épül, és a flotta szerint nem váltotta be a hozzáfűzött reményeket, így megkezdődött az újabb verziók tervezése.
A Message in a Bottle című részben feltűnő Mark II-es OSH a USS Prometheuson teljesít szolgálatot. Magát, mint új prototípust magasabbrendűnek tartotta a Doktornál, de együtt kellett dolgozniuk, hogy képesek legyenek visszafoglalni a romulánok által megszállt csillaghajót. A Mark II-t Andy Dick színész játssza.
Mindössze 3 Mark-I-es modell vészelte túl a leszerelést. Ebből kettő a USS Voyageren teljesített szolgálatot, egy pedig a USS Equinox legénységének volt a tagja. Mindkét hajó a Delta kvadránsban rekedt. Közülük csak a Voyager OSH-ja, Doktor „élte túl” a visszautat a Földre.
A Voyager orvosi gárdájának az elvesztése után, a hajó legénysége aktiválta az OSH-t, melynek nem volt más választása, mint hogy átvegye a rangidős orvosi tiszt szerepét, és hogy programja hét éven át megállás nélkül üzemeljen. Jelenleg ő a legrégebbi még működő OSH. Hosszú aktivált állapotának következtében új ismeretekkel, tapasztalatokkal bővítette a programját, és érző, komplex egyéniséggé forrt ki, érzelmekkel, hobbikkal, vágyakkal, ráadásul sikeresen beilleszkedett a legénységbe, s annak teljes jogú tagjává vált.
Az Equinox OSH-ját átprogramozták, etikai moduljait megváltoztatták, és segített az Equinox legénységének, hogy egy idegen faj tagjaiból kivont anyag segítségével feljavíthassák a térhajtómű teljesítményét. Ezt az OSH-t a Voyager OSH-ja törölte, miután megpróbálta ellopni a Doktor mobilsugárzóját. A harmadik Mark-I-es valójában a Voyager OSH-jának volt a biztonsági másolata, melyet a kyrianok loptak el egy, a Voyager elleni támadás során. A másolat 700 éven keresztül hevert kilenc méter mélyen eltemetve egy városban, míg rá nem találtak, s a Kyrian Múzeumba került, ahol aktiválták, és döntő információkat közölt a kyrian-Voyager-vaskan összecsapásról. Ez az információ új történelmi kort nyitott meg a kyrianok és vaskanok között. Az OSH több évig egyengette a kyrianok és vaskanok orvostudományi fejlődését, majd miután honvágyat érzett, beült egy kompba, és elindult az Alfa kvadráns felé.
A USS Voyager orvosi hologramja sikeresen visszatért a Földre a legénységgel együtt.
A Star Trek Voyager Endgame című epizódjának alternatív jövőjében a Voyager Mark-I-es OSH-ja, a Voyager hazatérése után 10 évvel feleségül vett egy nőt, és nevet választott magának (Joe).

## Helyszínek, ahol OSH szerepel
- USS Voyager – Mark I (Star Trek: Voyager)
- USS Enterprise (NCC-1701-E) – Mark I (Star Trek: Kapcsolatfelvétel)
- USS Equinox – Mark I (Equinox I & II rész)
- Deep Space Nine űrállomás – Mark I (Doctor Bashir, Visszatérek?)
- USS Prometheus – Mark II (Üzenet a palackban)
- Dilítiumbányák – több Mark I OSH-k (Költő, Költő)